# Mecklinghausen (Bad Berleburg)
Mecklinghausen ist ein untergegangenes Dorf der heutigen Stadt Bad Berleburg im Kreis Siegen-Wittgenstein in Nordrhein-Westfalen. Mecklinghausen gehörte zum Kirchspiel Bad Berleburg.

## Lage
Der Ort lag drei Kilometer nordöstlich von Wemlighausen im Schwarzenautal. Der Siedlungsplatz erstreckte sich bis zum Eingang in den Dambach.

## Geschichte
Letztmals wird der Ort 1502 erwähnt. Zu der Zeit hatte Mecklinghausen fünf Häuser.